# クライ・ミー・ア・リヴァー (ジャスティン・ティンバーレイクの曲)
「クライ・ミー・ア・リヴァー」（Cry Me a River）は、アメリカ合衆国の歌手ジャスティン・ティンバーレイクのソロ・デビュー・アルバム『ジャスティファイド』からのセカンド・シングル。2002年にシングル・リリースされたこの楽曲はゲスト・ボーカルにティンバランドを迎え、プロデュースをティンバランドとスコット・ストーチが行なっている。ティンバーレイクはまたこの楽曲で2004年のグラミー賞にてベスト･ポップ・ボーカル・パフォーマンス賞を受賞している。この楽曲のタイトルは1953年の映画『女はそれを我慢できない』の中でジュリー・ロンドンが歌った「クライ・ミー・ア・リヴァー」に由来する。
「ローリング・ストーンの選ぶオールタイム・グレイテスト・ソング500」において、484位。

## 収録曲
アメリカ合衆国 マキシCD
1. クライ・ミー・ア・リヴァー [Album Version]
2. クライ・ミー・ア・リヴァー [Instrumental]
3. クライ・ミー・ア・リヴァー [Dirty Vegas Vocal Mix]
4. クライ・ミー・ア・リヴァー [Junior's Vasquez Earth Club Mix]
5. ライク・アイ・ラヴ・ユー [Basement Jaxx Vocal Mix]
6. ライク・アイ・ラヴ・ユー [Deep Dish Zigzag Remix]

Pt. 1 [SINGLE]
1. クライ・ミー・ア・リヴァー [Original Version]
2. クライ・ミー・ア・リヴァー [Dirty Vegas Vocal Remix]
3. クライ・ミー・ア・リヴァー [Bill Hamel Vocal Remix]
4. クライ・ミー・ア・リヴァー [Enhanced Video]

ヨーロッパ・シングル
1. クライ・ミー・ア・リヴァー [Album Version]
2. クライ・ミー・ア・リヴァー [Dirty Vegas Vocal Mix]
3. クライ・ミー・ア・リヴァー [Bill Hamel Vocal Remix]
4. ライク・アイ・ラヴ・ユー [Basement Jaxx Vocal Mix]

アメリカ合衆国 ビニール、12インチ
1. クライ・ミー・ア・リヴァー [Dirty Vegas Vocal Mix] 8:11
2. クライ・ミー・ア・リヴァー [Dirty Vegas Dub] 7:39
3. クライ・ミー・ア・リヴァー [Johnny Fiasco's Electric Karma Mix] 7:51
4. クライ・ミー・ア・リヴァー [Bill Hamel Justinough Vocal Mix] 7:43

## リミックス/オフィシャル・ヴァージョン
- Album Version - 4:47
- Mash-Up Remix featuring 50 Cent - 5:13
- Official Remix featuring 50 Cent - 4:52
- MTV Mash Justin Vs. Eminem "Cry me a superman" - 5:07